# Laizy
Laizy är en kommun i departementet Saône-et-Loire i regionen Bourgogne-Franche-Comté i östra Frankrike. Kommunen ligger i kantonen Mesvres som tillhör arrondissementet Autun. År 2022 hade Laizy 595 invånare.

## Befolkningsutveckling
Antalet invånare i kommunen Laizy
| Referens: INSEE |